# 알렉산드르 바슈노프

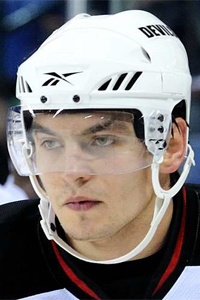
알렉산드르 세르게예비치 바슈노프

알렉산드르 세르게예비치 바슈노프(러시아어: Алекса́ндр Серге́евич Васю́нов, 1988년 4월 22일 ~ 2011년 9월 7일)는 러시아의 아이스하키 선수이며, 포지션은 윙어이다.
2004년 콘티넨탈 하키 리그의 로코모티프 야로슬라블의 하부 리그 팀에 입단했으며, 2005년 1군 팀으로 승격하였다. 이후 2006년 NHL 드래프트에서 2순위로 뉴저지 데블스의 선택을 받았으나, 곧바로 이적하지는 않고 계속 로코모티프 야로슬라블에서 활약한 뒤 2008년 아메리칸 하키 리그의 로웰 데블스와 계약하였다. 그 뒤 2010년 앨버니 데블스로 팀을 옮겨 활약한 뒤 시즌 도중 뉴저지 데블스로 돌아왔으며, 시즌 종료 후 로코모티프 야로슬라블로 복귀하였다.
또한 각급의 청소년 국가대표팀에서 활약했으며, 2007년 IIHF 세계 U-20 선수권 대회 은메달을 따는 데 기여하였다.
2011년 9월 7일 HC 디나모 민스크와의 콘티넨탈 하키 리그 개막전을 치르기 위해 Yak-42를 타고 이동하던 도중 벨라루스 민스크-1 공항에서 2km 떨어진 지점에서 항공 사고가 발생했으며, 바슈노프를 포함한 탑승객 44명이 그 자리에서 사망하였다.

## 같이 보기
- 로코모티프 야로슬라블 비행기 추락 사고